# Valley Hill
Valley Hill és una concentració de població designada pel cens dels Estats Units a l'estat de Carolina del Nord. Segons el cens del 2000 tenia 2.137 habitants.

## Demografia
Segons el cens del 2000, Valley Hill tenia 2.137 habitants, 891 habitatges i 598 famílies. La densitat de població era de 349,6 habitants per km².
Dels 891 habitatges en un 25,7% hi vivien nens de menys de 18 anys, en un 57% hi vivien parelles casades, en un 7,3% dones solteres, i en un 32,8% no eren unitats familiars. En el 29,5% dels habitatges hi vivien persones soles el 12,6% de les quals corresponia a persones de 65 anys o més que vivien soles. El nombre mitjà de persones vivint en cada habitatge era de 2,23 i el nombre mitjà de persones que vivien en cada família era de 2,73.
Per edats la població es repartia de la següent manera: un 18,2% tenia menys de 18 anys, un 5,2% entre 18 i 24, un 25,3% entre 25 i 44, un 25,6% de 45 a 60 i un 25,5% 65 anys o més.
L'edat mediana era de 46 anys. Per cada 100 dones de 18 o més anys hi havia 88,7 homes.
La renda mediana per habitatge era de 32.250 $ i la renda mediana per família de 37.325 $. Els homes tenien una renda mediana de 31.795 $ mentre que les dones 21.932 $. La renda per capita de la població era de 19.922 $. Entorn de l'11,1% de les famílies i el 12,4% de la població estaven per davall del llindar de pobresa.

## Poblacions més properes
El següent diagrama mostra les poblacions més properes.